# 小花蝴蝶草
小花蝴蝶草（学名：Torenia parviflora）为玄参科蝴蝶草属下的一个种。其种加词“parviflora”意为“小花的”。
现接受名为Torenia thouarsii (Cham. & Schltdl.) Kuntze, 1891。